# Llanos
Llanos (tiếng Tây Ban Nha Los Llanos, "Vùng đồng bằng"; phát âm tiếng Tây Ban Nha: [loz ˈʝanos]) là một đồng bằng đồng cỏ nhiệt đới rộng lớn nằm ở phía đông của dãy Andes ở Colombia và Venezuela, ở tây bắc Nam Mỹ. Nó là một vùng sinh thái của các đồng cỏ nhiệt đới và cận nhiệt đới, xavan và quần xã sinh vật cây bụi.

## Địa lý
Llanos chiếm một vùng đất thấp trải dài chủ yếu về phía đông và phía tây. Llanos được giới hạn ở phía tây và tây bắc bởi dãy Andes, và ở phía bắc là Dãy bờ biển Venezuela. Cao nguyên Guiana ở phía đông nam, và rừng ẩm Negro-Branco ở phía tây nam. Về phía đông, vùng đất ngập nước Orinoco và rừng đầm lầy của Đồng bằng sông Orinoco chiếm giữ Đồng bằng sông Orinoco.
Sông chính của Llanos là Orinoco, chảy từ tây sang đông qua vùng sinh thái và tạo thành một phần của biên giới giữa Colombia và Venezuela. Orinoco là hệ thống sông lớn của Venezuela.

## Kho hình ảnh

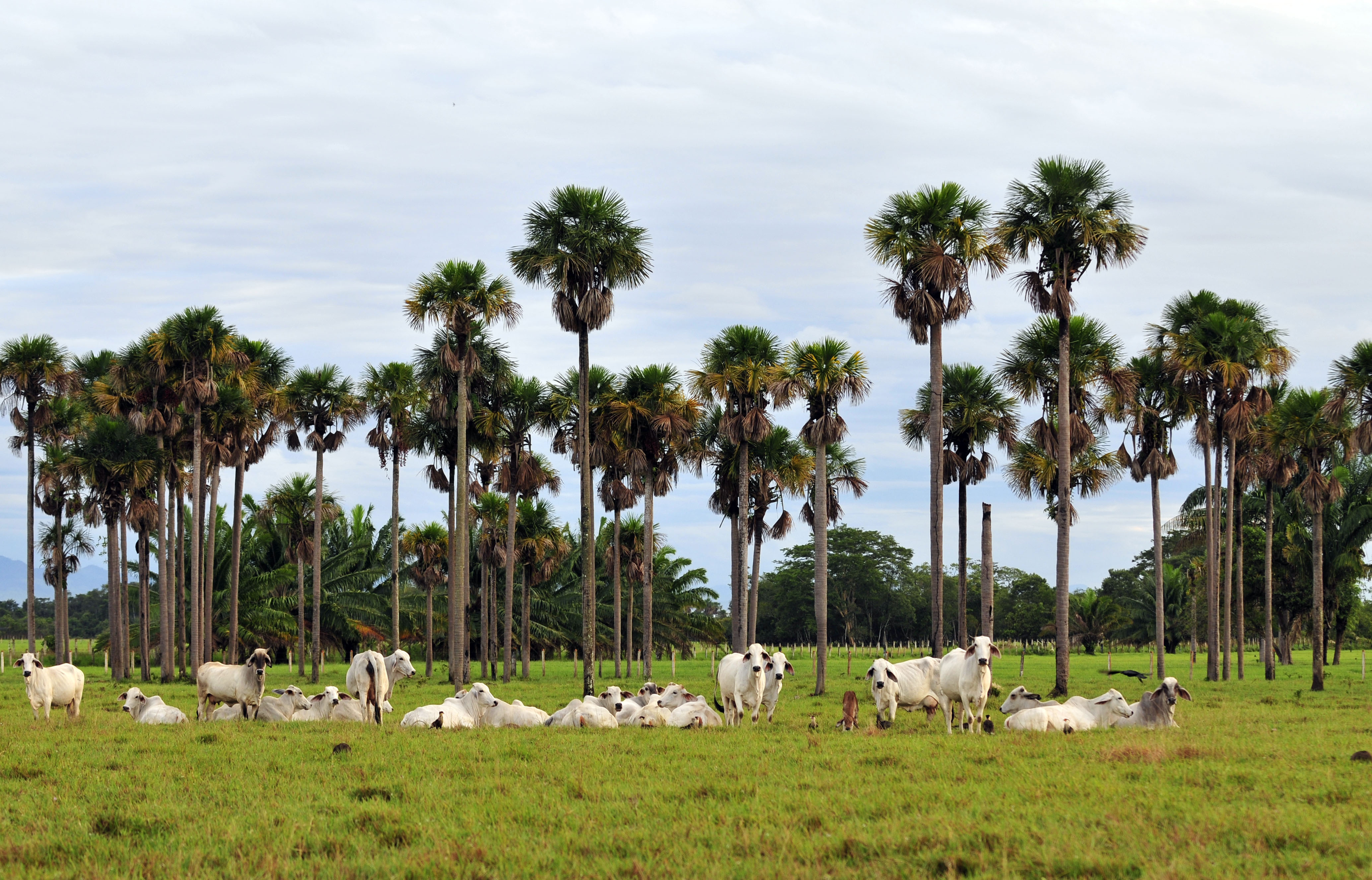
Colombia
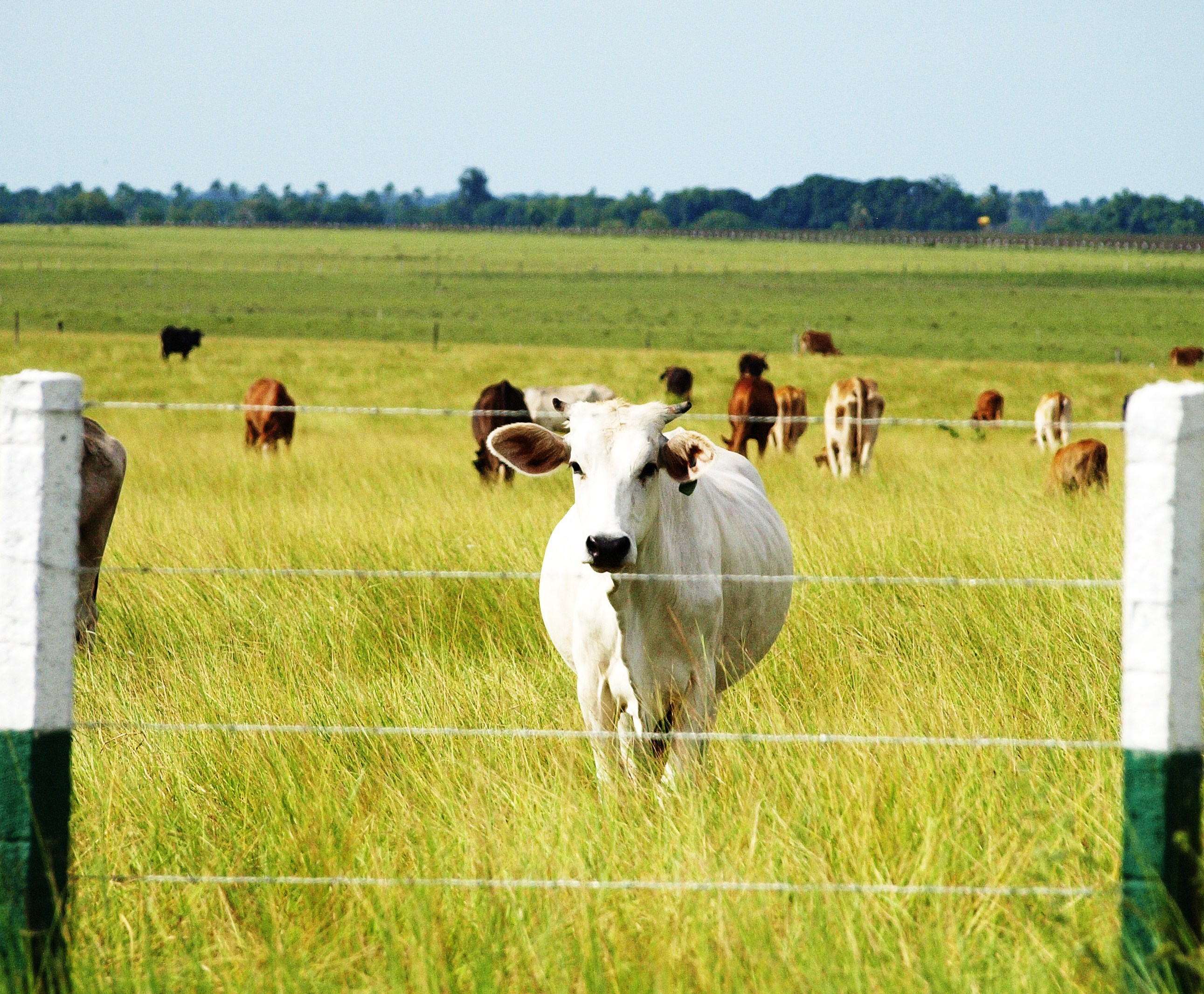
Venezuela
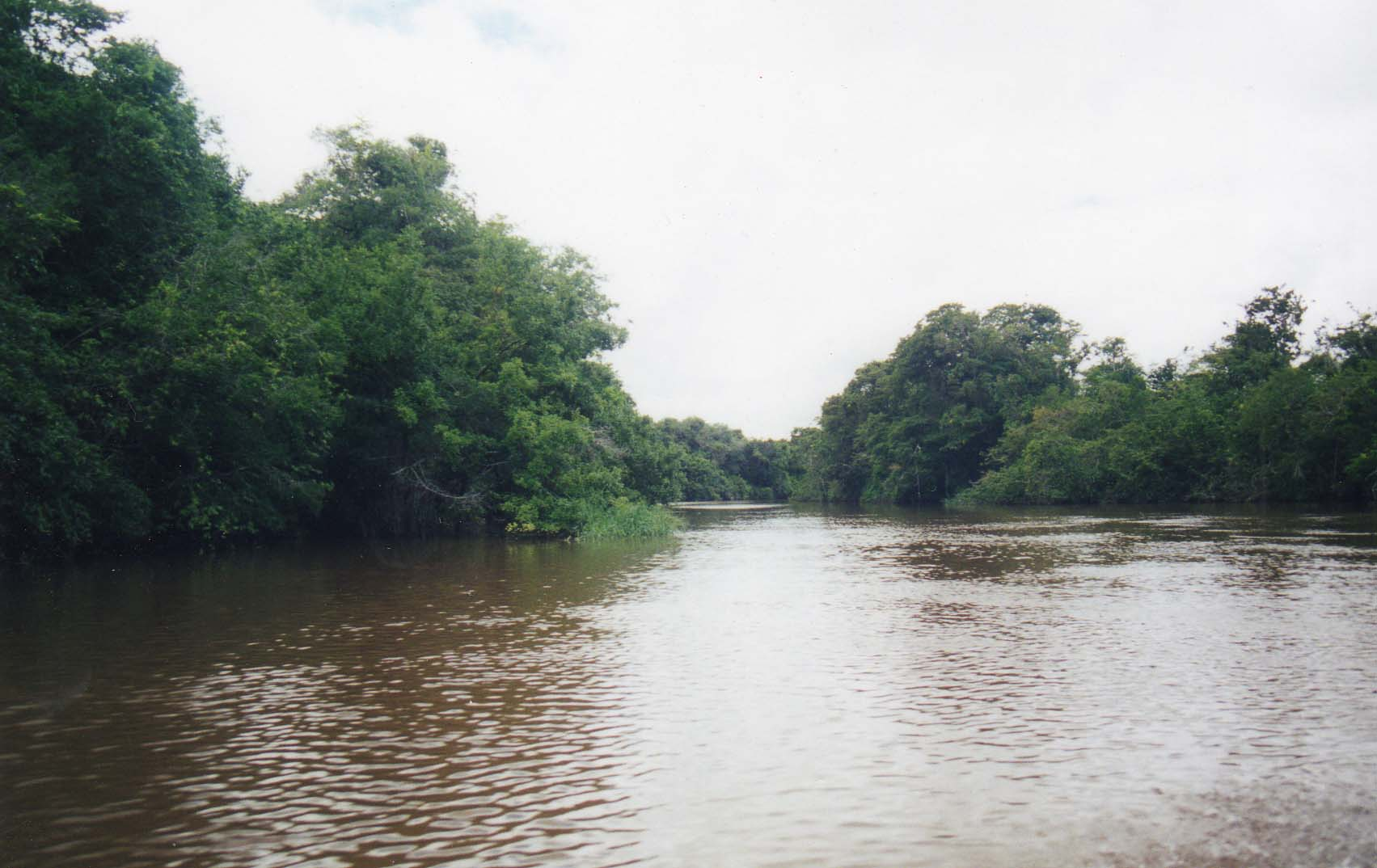
Sông Guaratico gần Mantecal, Venezuela
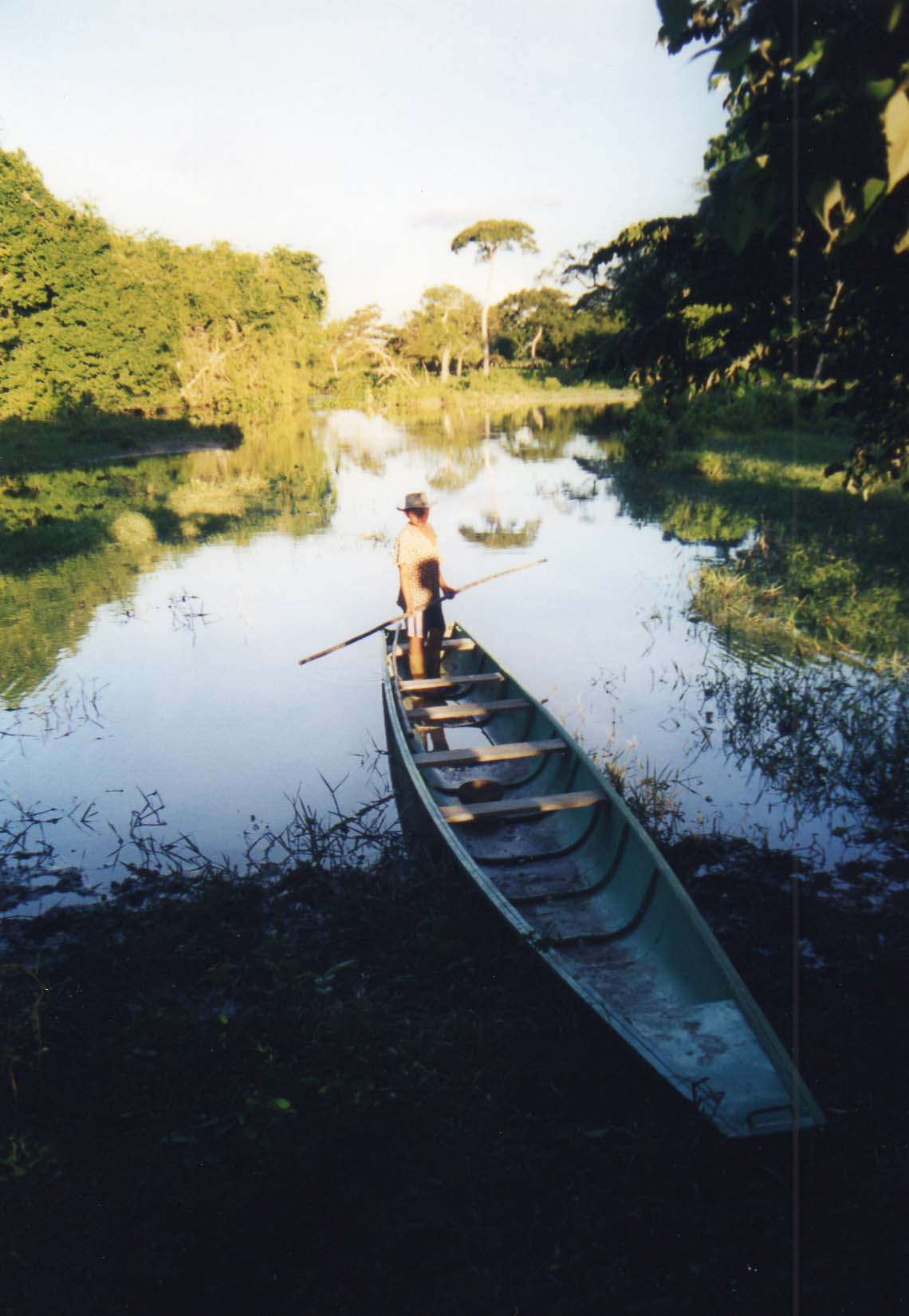
Thuyền cho dân du lịch trên sông Guaratico
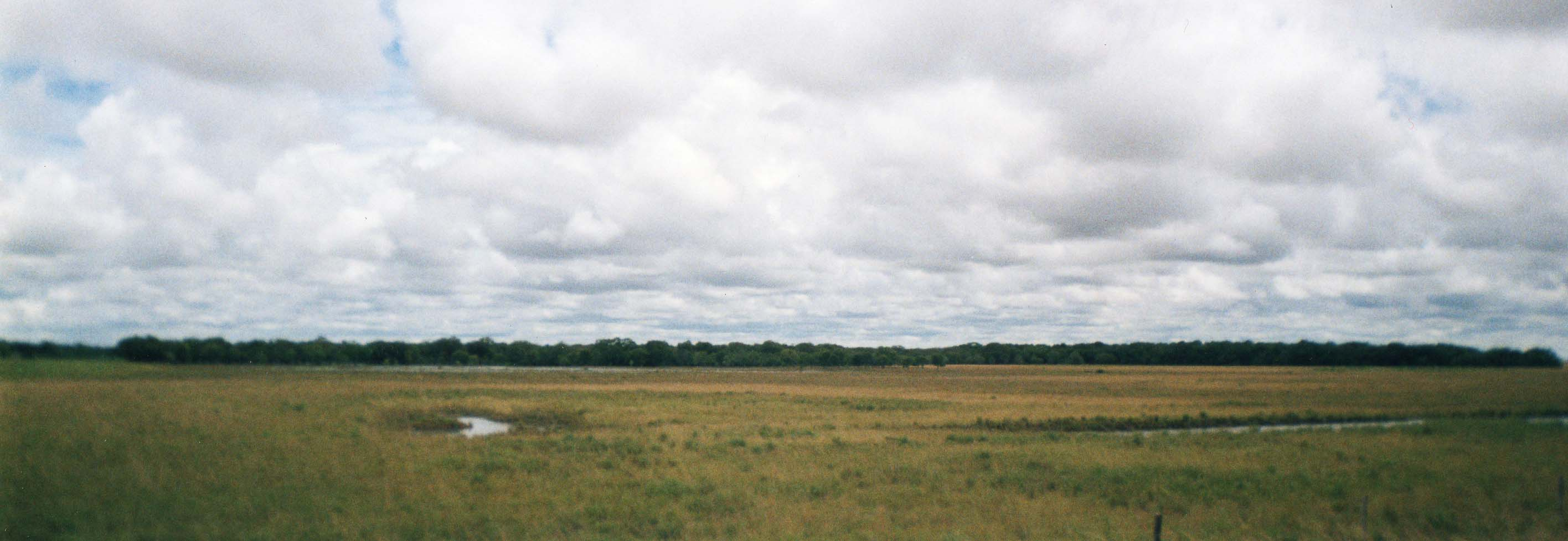
Llanos bằng phẳng, rộng mênh mông
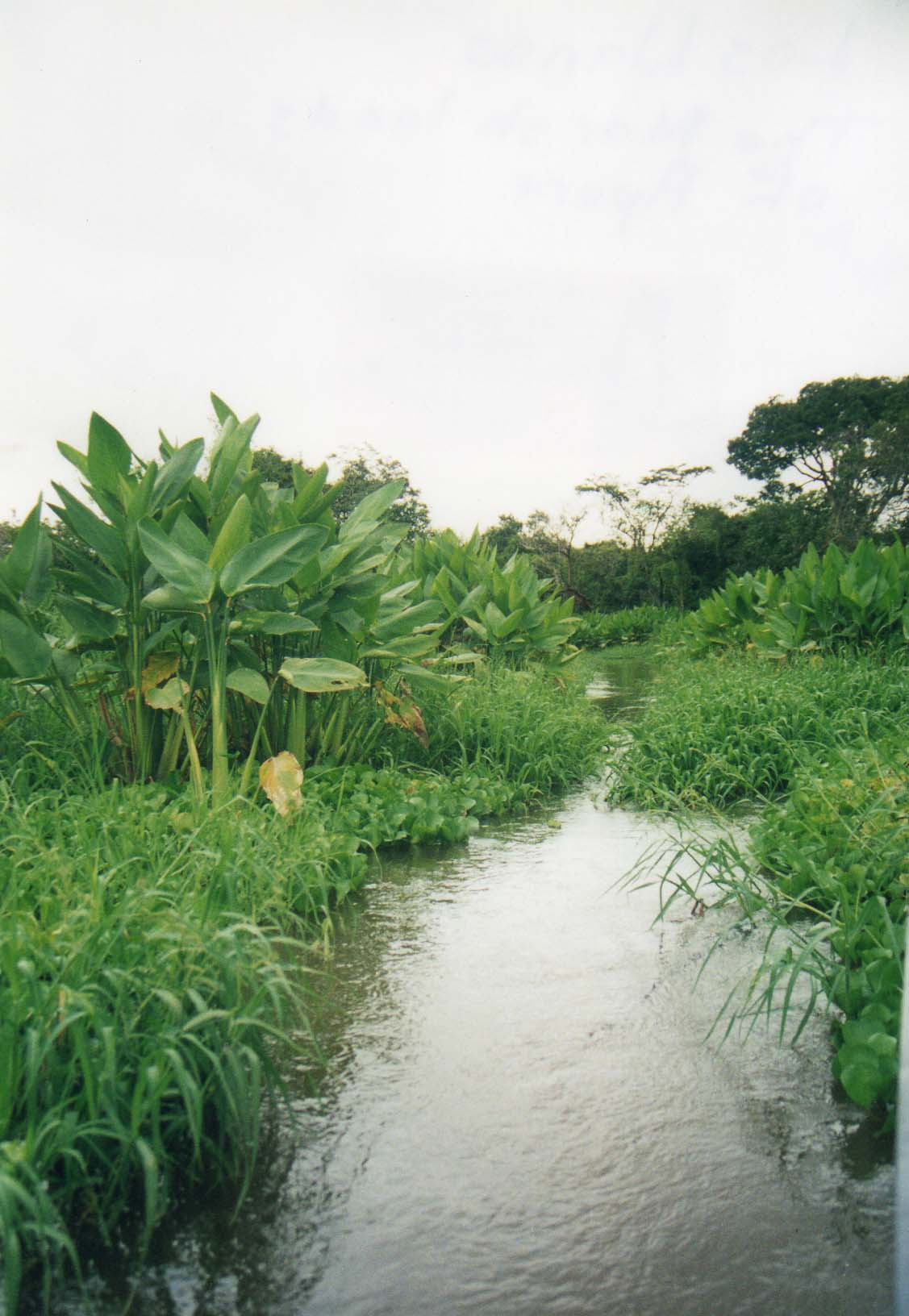
Wet season
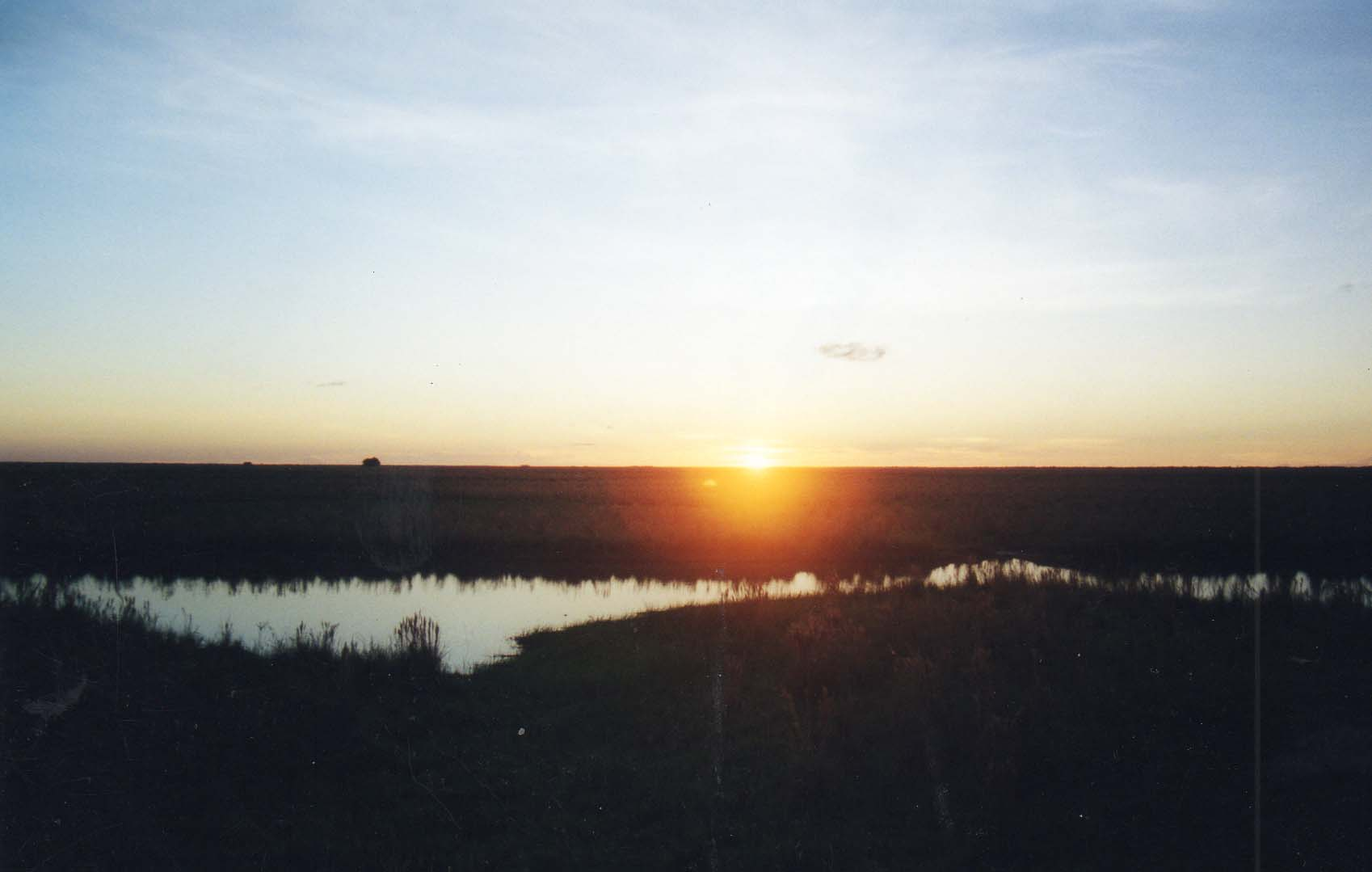
Sunset
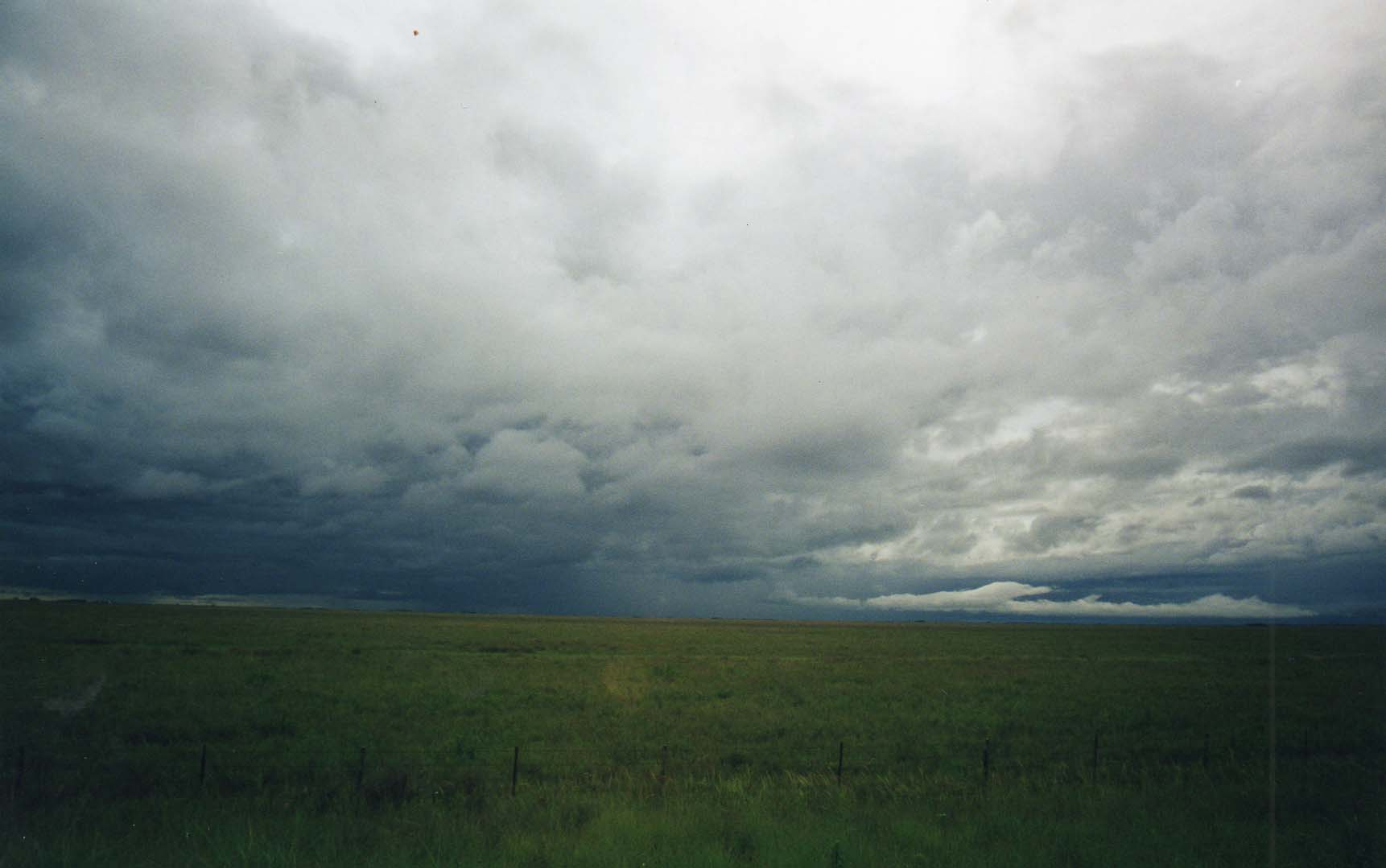
Thunderstorm tracks